# 和記電訊香港控股
和記電訊香港控股有限公司（港交所：215）於香港及澳門以「3」品牌經營流動電訊服務，是長江和記實業有限公司的子公司。 和記電訊香港控股有限公司於2020年四月在香港推岀5G服務，致力在5G新世代轉型為數碼營辦商，以及透過為個人及企業客戶提供多元化的流動通訊服務、物聯網及5G方案，推動新經濟生態圈的發展。公司在2009年5月8日從和記電訊國際以介紹形式分拆上市，專營香港及澳門業務。
2017年7月30日，和記電訊香港控股以144.97億港元現金代價，出售固網電訊業務和記環球電訊給I Squared Capital全資擁有的基金公司Asia Cube GlobalCommunications，交易於同年10月3日完成。

## 業務

### 香港流動電話
和記電訊（香港）有限公司（「香港和記電訊」）於1983年開始在香港經營流動電訊業務。1985年，成立和記電話有限公司，推出香港首套流動電訊系統（主要用於公司車隊）。1996年，和記電話品牌與提供傳呼服務的和記傳訊品牌合併為和記電訊，兩年後再改以「Orange」為品牌。2004年1月在香港以阿拉伯數字「3」作為品牌推出3G服務，是香港首個推出3G網絡的營辦商。及後香港和記電訊的各項流動通訊服務包括2G，均納入「3」品牌之下。
2017年前，和記電訊香港亦全資擁有香港主要固定電訊網絡商和記環球電訊。
2019年3月29日和記電訊（香港）有限公司以0.6億美元（約4億7100萬港元），向NTT DOCOMO購入和記電話及Hutchison 3G HK各自之全部24.1%權益， 交易完成後，和記電話及H3GHK將成為和記電訊香港控股之全資附屬公司。
「3香港」是香港領先的流動通訊服務營辦商，致力在5G新世代轉型為數碼營辦商，為個人及企業客戶提供多元化的流動通訊服務、互聯網及5G方案，推動新經濟生態圈的發展。

### 澳門流動電話業務
和記電話（澳門）有限公司（「澳門和記電訊」）於2001年成立，並於同年八月推出2G雙頻GSM服務。2005年起澳門和記電訊採用「3」為品牌，2006年10月獲發3G牌照，至2007年推出「Turbo 3G」3.6Mbps HSDPA流動寬頻服務，並於 2015年推出4G LTE 服務。澳門和記電訊持續擴展網絡，其國際漫遊服務，遍及逾280個國家及地區，覆蓋範圍廣泛。

## 其他
- 和記黃埔
- 和記電訊國際